# Болоњано-Вињоле (Тренто)
Болоњано-Вињоле је насеље у Италији у округу Тренто, региону Трентино-Јужни Тирол.
Према процени из 2011. у насељу је живело 2752 становника. Насеље се налази на надморској висини од 140 м.